# Ozodicera extensa
Ozodicera extensa är en tvåvingeart som beskrevs av Alexander 1921. Ozodicera extensa ingår i släktet Ozodicera och familjen storharkrankar. Inga underarter finns listade i Catalogue of Life.